# Chiesa di Maria Santissima Assunta (San Pietro in Lama)
La chiesa di Maria Santissima Assunta è la parrocchiale di San Pietro in Lama, in provincia e arcidiocesi di Lecce; fa parte della vicaria di Monteroni di Lecce.

## Storia
La prima pietra della chiesa di Maria Santissima Assunta venne posta nel 1695; l'edificio, che andò a sostituire il precedente luogo di culto cinquecentesco, fu portato a compimento nel 1715, mentre i lavori della torre campanaria terminarono nel 1753.
Nel 1962 venne condotto l'adeguamento liturgico secondo le norme postconciliari mediante l'installazione del nuovo altare in pietra leccese rivolto verso l'assemblea.
Il campanile fu interessato nel 1984 da un risanamento in occasione del quale si procedette, tra i vari interventi, anche allo smontaggio dei conci della sommità per permettere la sostituzione dei ferri ormai ossidati.
Pochi anni dopo, nel 1988, si provvide a rifare gli intonaci, ad eseguire nuove tinteggiature, a riparare i vari infissi e a rendere impermeabile la cupola.

## Descrizione

### Esterno
La facciata a salienti della chiesa, rivolta a sudovest, è suddivisa da una cornice marcapiano in due registri, entrambi scanditi da lesene; quello inferiore, più largo, è caratterizzato dal portale d'ingresso e da due nicchie ospitanti le statue dei Santi Pietro e Paolo, mentre quello superiore presenta una finestra centinaia e due nicchie vuote ed è coronata dal fastigio mistilineo.
Annesso alla parrocchiale è il campanile a base quadrata, la cui cella presenta su ogni lato una monofora ed è coronata dalla balaustra.

### Interno
L'interno dell'edificio, la cui pianta è a croce latina, si compone di un'unica navata, sulla quale si affacciano i bracci del transetto e le cappelle laterali, introdotte da archi a tutto sesto, e le cui pareti laterali sono scandite da lesene, terminanti con capitelli dorici e sorreggenti la trabeazione con fregio a metope e triglifi sopra la quale si impostano le volte di copertura; al termine dell'aula si sviluppa il presbiterio, rialzato di alcuni gradini e chiuso dalla parete di fondo piatta.
Qui sono conservate diverse opere di pregio, tra le quali la statua con soggetto la Beata Vergine Assunta, scolpita dal napoletano Nicola Fumo alla fine del XVII secolo, il fonte battesimale, costruito nel Cinquecento, e un coevo acquamanile, visibile nella sagrestia.